# Feuillée (cráter)

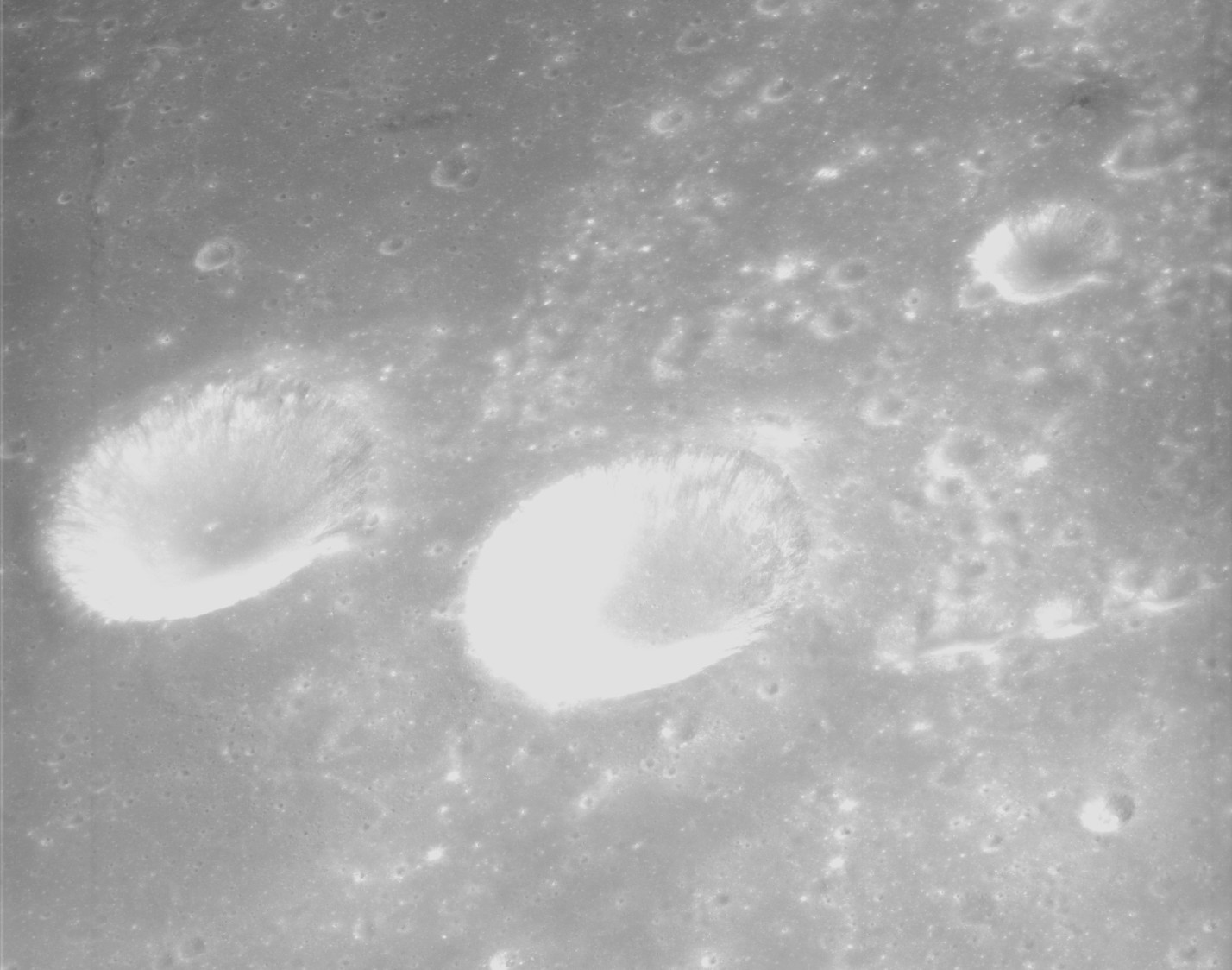
Fotografía de la misión Apolo 15

Feuillee  es un pequeño cráter de impacto lunar situado en la parte oriental del Mare Imbrium. Se encuentra a menos medio diámetro del cráter Beer, situado al noroeste. Estos dos elementos forman una pareja de cráteres muy similares. Al oeste se halla el pequeño pero importante cráter Timocharis.
Al igual que Beer, Feuillée es una formación circular en forma de cuenco, con una pequeña plataforma central situada en el punto medio de las paredes internas inclinadas. Es un cráter de perfil afilado, apenas erosionado y que carece de rasgos distintivos. Sin embargo, presenta la particularidad de estar situado en un dorsum que atraviesa la superficie de un mar lunar, una característica que se observa mejor en condiciones de iluminación oblicua, cuando el cráter se encuentra cerca del terminador.
El nombre del cráter aparece escrito incorrectamente Feuillet en algunas tablas lunares.
|  |